# 江文淳
江文淳，字稚涵，南直隸常州府武進縣人，明朝政治人物、賜特用進士出身。

## 生平
萬曆四十三年（1615年）考中應天舉人，授戶部主事，崇禎十四年出為嘉祥知縣，十五年賜進士，十六年遷上元知縣、旋陞福建督糧道參政，後致仕。

## 家族
- 孫女：江氏，適毘陵莊氏，莊有筠（順治六年己丑科進士）之子莊搢。
- 孫女婿：莊搢，字書采，康熙九年庚戌科進士，官刑部員外郎。
- 外曾孫：莊清度，字系安，康熙三十六年丁丑科進士，官禮部儀制司郎中。